# Manuel Giró i Ribé
Manuel Giró i Ribé (Lleida, 1848 - Barcelona, 22 de desembre de 1916) fou un compositor i organista català.

## Biografia
Als vuit anys aprengué solfeig, cantant de tiple en diferents capelles. Desitjant seguir la carrera eclesiàstica, entrà en el Seminari, on estudià llatí i filosofia, però als 19 anys abandonà els estudis i va resoldre dedicar-se a l'art musical. Resultà un organista excel·lent, de manera que a voltes suplia al seu mestre Magí Pontí a l'orgue de la catedral de Lleida. Va romandre en aquest lloc fins als vint-i-dos anys.
Cursà els estudis d'harmonia amb Francesc Oliver. Veient que a Lleida li mancaven elements per desenvolupar el seu talent musical, determinà de passar a Barcelona, on va romandre quatre anys donant lliçons de música. El 1873 es traslladà a París, on hi va estar quinze anys. Donà a conèixer, amb èxit, el 1875 les obres Salve Regina als Concerts Pasdeloup, un fragment de les quals fou cantat per Pierre Gailhard baix de l'Òpera. Després compongué una simfonia en quatre temps, Sinfonía Mozárabe per a l'orquestra Colonne. Tingué l'honor que se li executés per l'orquestra del Conservatori una obra religiosa que produí un gran efecte. El 1879 l'editor Hengel li publicà una col·lecció de cançons titulada Tras los Montes, que fou la cosa que més contribuí a fer Giró conegut de tots els diletants parisencs. A més, publicà una «lamentació de Jeremies», que fou executada en els concerts Pasdeloup amb cors, orquestra i solistes. I el 1883 estrenà el ballet Fiesta andaluza a l'Opéra de París. Però el que més contribuí a donar reputació en Giró fou un gran ball amb cors, executat a l'Òpera a benefici dels alsacians i lorenesos. Tota la premsa, unànime, declarà Giró un compositor de gran esdevenidor.
Després tornà a Barcelona, on el 6 de juny de 1885 estrenà l'òpera en quatre actes Il rinnegato Alonso García al Gran Teatre del Liceu, que assolí un èxit satisfactori, malgrat un fluix llibret des del principi al final, extremadament llarg i embolicat. Els ballables d'aquesta òpera figuraren durant molt de temps en els programes de tots els concerts.
En la mort de Julián Gayarre, amb el qual l'unia una entranyable amistat, va compondre un rèquiem en memòria, que fou executat com a concert als teatres Liceu i Líric, de Barcelona, sota la direcció del mestre Modest Subeyas Bach. Més tard donà conèixer en el teatre Novedades de la capital catalana l'òpera espanyola Nuestra Señora de París, de la qual es feren un bon nombre de representacions. La seguí l'estrena d'El sombrero de tres picos (Madrid, 1893) que no va gaudir de gaire èxit. A més, deixà inèdits un drama líric en tres actes, titulat Ermantho, que guanyà el primer premi en un concurs celebrat a Madrid amb la compensació de 5.000 pessetes; una altra òpera en un acte, El estudiante de Salamanca; una òpera en tres actes titulada Florinda; un poema en dues parts per a veus i orquestra, En lo terreno y en lo eterno, i on hi figura un Magnificat per a gran orquestra, i, finalment un poema titulat Guerra, amb llibret també seu.
Va compondre quatre òperes més així com obres simfòniques, corals i de cambra.
Entre les obres corals, destaca l'himne Montserrat, amb lletra de Maragall i estrenada pel cor de l'Orfeó Popular olotí, el dia de Santa Cecília de 1914. Es convertí en una peça que s'interpretava en totes les festes solemnes.